# Варела, Леонор
Леоно́р Варе́ла Па́льма (исп. Leonor Varela Palma; род. 29 декабря 1972 года) — чилийская киноактриса. Российскому зрителю более всего известна по фильмам «Клеопатра» (1999), «Блэйд 2» (2002) и «Не так серьёзно» (2003), Невезучие» (2003).

## Биография

### Ранние годы
Леонор Варела родилась в Сантьяго, Чили, в семье известного чилийского нейробиолога и философа Франсиско Варелы и франко-венгерской танцовщицы Леонор Пальмы. Кроме Леонор, в семье было ещё трое детей.
После прихода к власти Пиночета семья эмигрировала в Коста-Рику, где Леонор провела первые 7 лет своей жизни. Из Коста-Рики Варела разрешили вернуться в Чили, но вскоре Франсиско получил работу в Германии. После нескольких лет в Германии семья снова переезжает в Чили, но опять ненадолго. В 1986 году они снова вернулись в Европу, осев во Франции, где Варела занимался исследованиями в Политехнической школе и преподавал нейробиологию в Парижском университете. С этого времени Леонор постоянно живёт в Париже. В начале 1990-х Леонор поступает в Парижскую консерваторию.

### Карьера
Первой её работой был детский телефильм «Pony Track», снимавшийся в Исландии и вышедший на экраны в 1995 году. После этого она много снимается в различных телефильмах и европейских кинофильмах. В Голливуде её карьера началась с небольшой роли в фильме «Человек в железной маске» 1998 года.
В 1999 году сыграла главную роль в высокобюджетном телефильме «Клеопатра», пройдя отбор среди 35 других претенденток. Её партнерами по съемочной площадке были Тимоти Далтон (Цезарь) и Билли Зейн (Марк Антоний), с которым у неё завязался роман, длившийся около двух лет.
В 2000-х годах продолжала много сниматься. В 2002 году снялась в фильме «Блэйд 2». В 2005 году была номинирована на кинопремию «Ариэль» Мексиканской киноакадемии за фильм «Невинные голоса». В 2012 году сыграла Марту Дель Соль в телесериале «Даллас».
Несколько раз появлялась в различных мужских журналах, в основном — «Maxim», который в 2002 году поставил её на 11 место в списке 100 самых сексуальных женщин года. Активно участвовала в президентских кампаниях Барака Обамы  и президента Чили Мишель Бачелет. 

### Личная жизнь
Некоторое время была помолвлена с актёром Билли Зейном, с которым она познакомилась в 1999 году на съёмочной площадке телевизионного фильма «Клеопатра».
С 15 апреля 2013 года Варела замужем за продюсером Лукасом Акоскиным, с которым она встречалась 2 года до их свадьбы. У супругов есть двое детей — сын Маттео Варела Акоскин (20 ноября 2012—16 ноября 2018) и дочь Луна Мэй Акоскин (род. 25 февраля 2015). Их сыну, Маттео, был поставлен диагноз лейкодистрофия и он умер от болезни 16 ноября 2018 года в 5-летнем возрасте.
Убежденная вегетарианка с 12 лет. Является активистом общества защиты китов. Свободно говорит на английском, французском, испанском и итальянском языках.

## Награды и номинации
- 2003 — премия «Arts and Entertainment Critics Awards» в категории «Лучшая актриса».
- 2005 — номинация на премию «Ариэль» в категории «Лучшая актриса» («Невинные голоса»).
- 2008 — премия «Imagen Foundation Awards» в категории «Лучшая актриса второго плана» («Где Господь оставил свои ботинки»).

## Фильмография
| Год       |    | Русское название                    | Оригинальное название                              | Роль                     |
| --------- | -- | ----------------------------------- | -------------------------------------------------- | ------------------------ |
| 1995      | с  | Челленджерс: Экстремальные ситуации | Extrême limite                                     | Мария                    |
| 1995      | тф |                                     | Pony Trek                                          | Анетт                    |
| 1996      | с  | Сан-Тропе                           | Sous le soleil                                     | Джин                     |
| 1997      | с  |                                     | Le juste                                           | беременная девушка       |
| 1997      | ф  | Стреляющие звезды                   | Le ciel est à nous                                 | Ванесса                  |
| 1997      | ф  | Круто ты попал                      | Bouge!                                             | танцовщица               |
| 1997      | с  | Тик Так                             | Tic Tac                                            | Пола Санта Мария         |
| 1997      | тф |                                     | Inca de Oro                                        | Флор де Линка            |
| 1997      | с  |                                     | A Legend to Ride                                   | Анетт                    |
| 1998      | ф  | Человек в железной маске            | The Man in the Iron Mask                           | красавица на балу        |
| 1998      | тф | Пророк Иеремия: Обличитель царей    | Jeremiah                                           | Джудит                   |
| 1999      | ф  | Паразиты                            | Les parasites                                      | Фиделия                  |
| 1999      | с  | Клеопатра                           | Cleopatra                                          | Клеопатра                |
| 1999      | ф  | Несчастья красоты                   | Les infortunes de la beauté                        | Анабелла                 |
| 2001      | ф  | Портной из Панамы                   | The Tailor of Panama                               | Марта                    |
| 2001      | ф  | Техасские рейнджеры                 | Texas Rangers                                      | Пердита                  |
| 2002      | ф  | Блэйд 2                             | Blade II                                           | Нисса Дамаскинос         |
| 2002      | ф  |                                     | Paraíso B                                          | Глория                   |
| 2003      | ф  | Не так серьёзно                     | Pas si grave                                       | Анхела                   |
| 2003      | ф  | Невезучие                           | Tais toi                                           | Сандра/Катя              |
| 2003      | с  | Замедленное развитие                | Arrested Development                               | Марта Эстрелья           |
| 2004      | ф  | Невинные голоса                     | Innocent Voices                                    | Келья                    |
| 2004      | с  | Звёздные врата: Атлантида           | Stargate: Atlantis                                 | Чайя Сар                 |
| 2005      | ф  | Американо                           | Americano                                          | Адела                    |
| 2005      | с  | Последний рубеж                     | E-Ring                                             | лейтенант Кэт Родригес   |
| 2006      | тф | Тутанхамон: Проклятие гробницы      | The Curse of King Tut’s Tomb                       | доктор Азелия Баракат    |
| 2007      | ф  | Гол 2: Жизнь как мечта              | Goal 2: Living the dream                           | Джордана Гарсия          |
| 2007      | ф  | Где Господь оставил свои ботинки    | Where God Left His Shoes                           | Анжела Диас              |
| 2007      | с  | Как любит женщина                   | Como ama una mujer                                 | София Маркес             |
| 2008      | ф  | Торговец сном                       | The Sleep Dealer                                   | Лус Мартинес             |
| 2008      | ф  | Адская поездка                      | Hell Ride                                          | Неда                     |
| 2008      | ф  | Непредусмотрительность              | Hindsight                                          | Мария                    |
| 2008      | ф  | Всё включено                        | All Inclusive                                      | Миранда                  |
| 2009      | ф  | Гари, тренер по теннису             | Balls Out: Gary the Tennis Coach                   | Норма Санчес             |
| 2009      | ф  | Сбиться с пути                      | Wrong Turn at Tahoe                                | Анна                     |
| 2010      | с  | Свирепый                            | Feroz                                              | Лаура Пальма             |
| 2010      | тф | Игра с огнём                        | Monsterwolf                                        | Мария                    |
| 2010      | ф  | Какая к чёрту любовь?               | Que pena tu vida                                   | Альма Саберкасо          |
| 2010—2011 | с  | Живая мишень                        | Human Target                                       | Мария Гальего            |
| 2011      | ф  | Тупик                               | El callejón                                        | мать                     |
| 2012      | с  | Даллас                              | Dallas                                             | Марта дель Соль          |
| 2012      | тф |                                     | Inland Empire                                      | Пупи                     |
| 2013      | ф  | Странный Томас                      | Odd Thomas                                         | мать Томаса              |
| 2013      | ф  | Желание                             | Deseo                                              | Мучача                   |
| 2013      | с  | Агенты «Щ.И.Т.»                     | Marvel’s Agents of S.H.I.E.L.D.                    | Камилия Рейес            |
| 2014      | ф  |                                     | A Fine Step                                        | Лилиана Боливар          |
| 2014      | ф  | Поездка                             | Ride                                               | Даниелла                 |
| 2015      | ф  | Пленник                             | Captive                                            | сержант Кармен Сандоваль |
| 2015      | тф |                                     | Murder in Mexico: The Bruce Beresford-Redman Story | Моника                   |
| 2018      | ф  | Альфа                               | Alpha                                              | Шаман                    |
| 2018      | с  | Смертельное оружие (телесериал)     | Lethal Weapon                                      | София Васкес             |